# Noppenrand-Anemone
Die Noppenrand-Anemone (Cryptodendrum adhaesivum, Syn.: Stoichactis digitata) ist eine Seeanemone aus den tropischen Korallenriffen des Indopazifik, von Ostafrika bis zu den Marquesas und des Roten Meeres.

## Merkmale
Noppenrand-Anemonen erreichen einen Durchmesser von 30 Zentimetern und sind durch ihren andersfarbigen, wulstigen und wellenartig gebogenen Rand unverwechselbar. Auf ihrer breiten Mundscheibe sitzen zwei verschiedene Formen von Tentakeln. Am Rand der Mundscheibe tragen die kurzen, etwa 5 mm lang werdenden Tentakel eine blasenartige Verdickung von etwa einem Millimeter Durchmesser am Tentakelende. Die übrigen Tentakel sind winzig und verzweigt und ähneln mit ihren fünf oder mehr „Fingern“ einem kleinen, aufgeblasenen Gummihandschuh. Die Tentakel sind sehr klebrig, reißen aber nicht ab, wenn man sie berührt und dann die Hand zurückzieht, wie bei der Gattung Stichodactyla.
Noppenrand-Anemonen sind sehr farbenfroh. Die verschiedenen Tentakelzonen zeigen immer eine unterschiedliche Färbung. Dabei gibt es charakteristische Farbkombinationen wie gelb und rosa, grün und braun, grau und blau oder schwarz und weiß. Außerdem kann sich die Farbe des Unterteils der Tentakel und der Spitze unterscheiden. Der Mund hat einen Durchmesser von etwa einem Zentimeter und ist von kräftiger gelber, grüner, violetter oder weißer Färbung.

## Lebensweise
Noppenrand-Anemonen sind Symbioseanemonen, werden aber ausschließlich von der im Indischen Ozean lebenden Population von Clarks Anemonenfisch (Amphiprion clarkii) als Symbiosepartner akzeptiert. Außerdem leben mindestens eine Art der Partnergarnelen (Periclimenes), die Hohlkreuzgarnele (Thor amboinensis) und der Prozellenkrebs Neopetrolisthes maculatus auf Noppenrand-Anemonen, eine Lebensgemeinschaft die nicht als Symbiose zu bewerten ist, da die Anemone keinen Nutzen davon hat. Clarks Anemonenfisch dagegen verteidigt seine Symbioseanemone gegenüber Fressfeinden, z. B. Falter- oder Feilenfischen. Wie alle Symbioseanemonen beherbergt sie Zooxanthellen, symbiotische Algen, die zur Ernährung ihres Wirtes beitragen.